# Claude Debussy
Claude Debussy, fullständigt namn Achille-Claude Debussy, född 22 augusti 1862 i Saint-Germain-en-Laye, Yvelines, död 25 mars 1918 i Paris, var en fransk kompositör som arbetade inom genren impressionistisk musik, en term som han själv avfärdade. Hans musik representerar övergången mellan den senromantiska musiken och 1900-talets moderna musik.

## Biografi
Redan som mycket ung upptäcktes hans musikaliska begåvning av madame Fleurville som var en tidigare elev till Chopin. Hon undervisade honom i pianospel fram till 1873, då han som tioårig kom in som elev vid Conservatoire de Paris där han studerade för bland andra Ernest Guiraud och César Franck. Han stannade på konservatoriet i elva år fram till och med 1884. 1879 träffade han Nadezhda von Meck, som var vän och mecenat till Tjajkovskij. Hon tog med honom på en resa 1880–82 till Italien, Österrike och Ryssland som huspianist och musiklärare åt sina barn. I Wien fick Debussy höra operan Tristan och Isolde av Wagner vilken gjorde stort intryck på honom. Under resans uppehåll i Moskva kom han i kontakt med den musik av den så kallade ungryska skolan som också kom att influera honom.

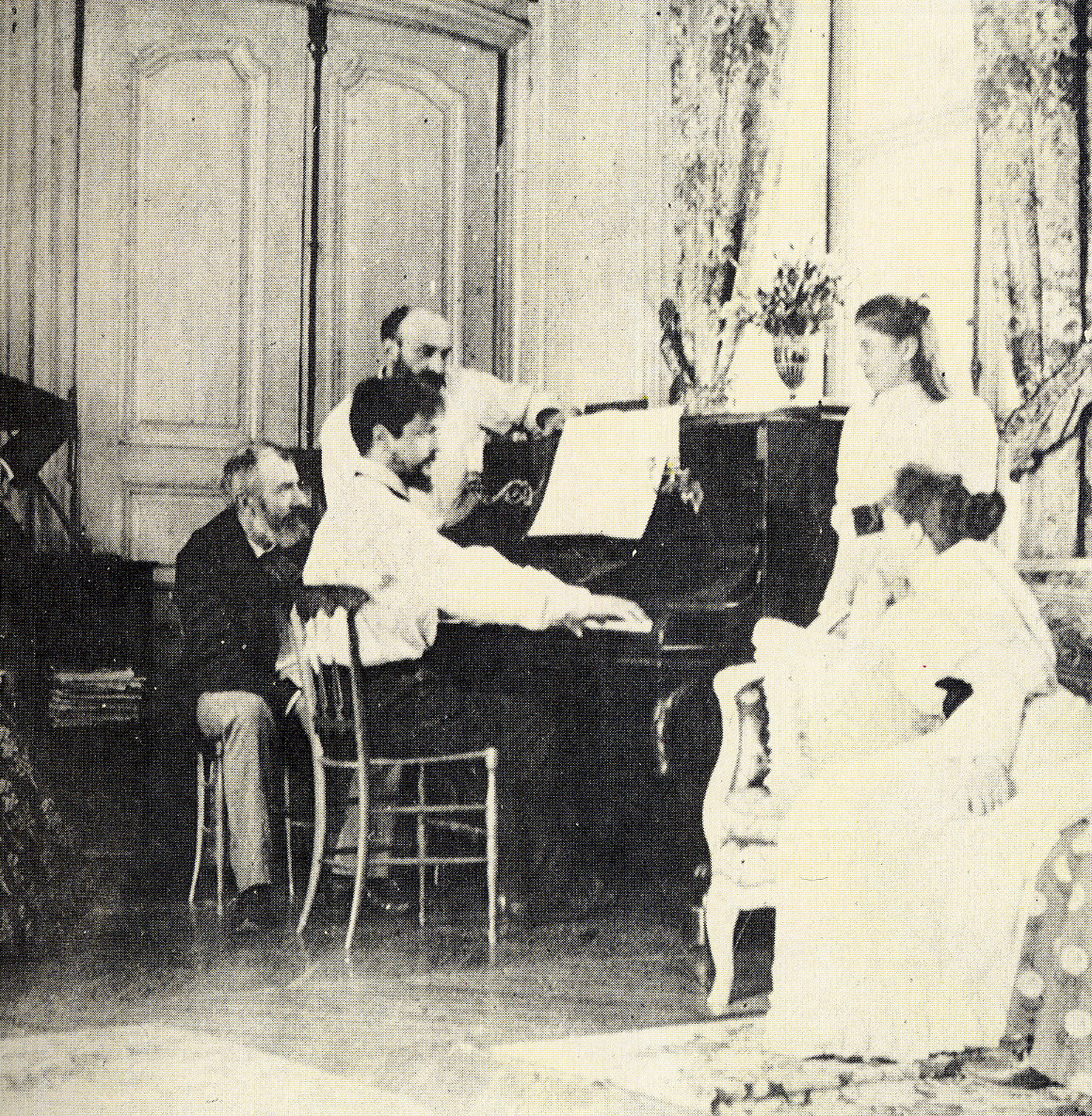
Debussy vid pianot 1893. Bakom honom står kompositören Ernest Chausson.

1884 vann han det så kallade Prix de Rome (Rompriset) med sin kantat L'enfant prodigue (Den förlorade sonen). Priset omfattade ett tre års långt arbetsstipendium vid Villa Medici i Rom. I brev som Debussy skrev under denna vistelse framgår det att han under perioder led av depressioner, att han vantrivdes i staden och att han hade svårt att komponera. Men han kom också att träffa Franz Liszt och till slut lyckades han komponera fyra stycken som även skickades till akademin i Paris: Zuleima (efter en text av Heinrich Heine), Printemps, kantaten La damoiselle élue, som av akademin kritiserades som "bisarr" men som innehåller stilistiska drag som senare kom att karaktärisera Debussys kompositioner. Det fjärde stycket var Fantaisie för piano och orkester. 
Innan arbetsstipendiet löpt ut återvände han till Paris där han kom i kontakt med symbolistiska diktare som Verlaine och Mallarmé och de impressionistiska konstnärerna Monet, Sisley, Pisarro och Renoir. Wagners idéer om "allkonstverket" var mycket populära i dessa kretsar, och det tydliga inflytandet från Wagner märks bland annat i Debussys Cinq poèmes de Charles Baudelaire. Han reste till Bayreuth 1888 och 89 för att få höra mer av Wagner, men entusiasmen svalnade efter hand och Debussy vände sig sedermera bort från Wagners idealistiskt-romantiska stil som han menade var ett hot mot den franska musiken.
Andra influenser, som den javanesiska orkester som uppträdde på världsutställningen i Paris 1889, Mussorgskijs opera Boris Gudonov och vänskapen med Erik Satie förändrade Debussys tonspråk. Det första verk som möttes med större framgång var Prélude à l'après-midi d'un faune (Förspel till en fauns eftermiddag) från 1894, och med detta verk, tillsammans med verken Nocturne (1899) och operan Pelléas et Mélisande (1902), befäste han sin position som en av dåtidens största kompositörer i Frankrike. Efter 1902 fick Debussy svårigheter att slutföra de större verk han planerade. Han lyckades inte fullborda någon av de fem operor han påbörjade, och det enda publicerade större orkesterverket La mer (1905). Däremot skrev Debussy efter påtryckningar från förläggaren Durant ett flertal pianostycken, till exempel Estampes, Images (I–II), sviten Children's corner och Préludes (två band). Från 1908 genomförde han av ekonomiska skäl ett flertal konsertresor till Wien, Budapest, Italien, Nederländerna och Ryssland där han som dirigent framförde sina verk. 
1909 visade sig de första symptomen på den cancer som skulle leda till hans död. Han arbetade vid den tiden med det stort upplagda orkesterverket Images, och sjukdomen gjorde att arbetet gick mycket långsamt. Av sex planerade kammarmusikverk hann han bara färdigställa tre: sonat för cello och piano, sonat för flöjt, altfiol och harpa, samt sonat för violin och piano. Efter 9 års sjukdom avled han den 25 mars 1918 i Paris.

## Eftermäle
Asteroiden 4492 Debussy är uppkallad efter honom.

## Verk (urval)
Se även Verkförteckning för Claude Debussy.
- Suite bergamasque
  - Clair de lune (Månsken) (1882)
  - Passepied
- Stråkkvartett i g-moll (1893)
- L'enfant prodigue (Den förlorade sonen) (1884)
- Printemps (1887)
- La Damoiselle élue (Den utvalda jungfrun) (1887–88) (lyriskt poem av Dante Gabriel Rossetti)
- Prélude à l'après-midi d'un faune (Förspel till en fauns eftermiddag) (1892–94)
- Chansons de Bilitis (1897–99), sång och piano efter Pierre Louÿs
  - I. La flûte de Pan
  - II. La chevelure
  - III. Le tombeau des naïades
- Nocturnes (1897–99)
  - Nuages (Moln)
  - Fêtes
  - Sirènes
- Pelléas och Mélisande (1893–1902) (opera, som bygger på Maurice Maeterlincks skådespel med samma namn)
- La Mer (Havet) (1903–05) 
  - De l'aube à midi sur la mer
  - Jeux de vagues
  - Dialogue du vent et de la mer
- Images (Bilder) (1905–12) 
  - Gigues
  - Ibéria
    - Par les rues et par les chemins
    - Les parfums de la nuit
    - Le matin d'un jour de fête

  - Rondes de printemps (1905–09)
- Jeux (1913)

## Analyser av Debussys verk
- Dafgård, Jörgen, "Principer för ett intuitivt lyssnande. Ett försök till en formell tillämpning på 'Jeux de vagues' ur Debussys La Mer", kombinerad 60- och 80-poängsuppsats vid Musikvetenskapliga institutionen vid Stockholms universitet hösten 1992.
- Hendrik Lücke: Mallarmé - Debussy. Eine vergleichende Studie zur Kunstanschauung am Beispiel von „L'Après-midi d'un Faune“. (= Studien zur Musikwissenschaft, Bd. 4). Dr. Kovac, Hamburg 2005, ISBN 3-8300-1685-9.

## Filmer innehållande Debussy-musik (urval)
- 1930 – Guldåldern
- 1956 – Jätten
- 1963 – Fåglarna
- 1981 – Flykten från New York
- 1983 – Flashdance
- 1983 – Rätta virket
- 1991 – Frankie & Johnny
- 1994 – Even Cowgirls Get the Blues
- 1997 – Sju år i Tibet
- 2000 – Cast Away
- 2001 - Ocean's Eleven
- 2004 - Man On Fire
- 2008 -  Twilight